# Мирослав Весковић
Мирослав Весковић је редовни професор и бивши ректор Универзитета у Новом Саду.
Рођен је 1958. године у Руми. Дипломирао је на Природно-математичком факултету у Новом Саду 1981. на одсеку за физику. Магистрирао је четири године касније на Природно-математичком факултету и Институту „Руђер Бошковић“ у Загребу, а 1989. је стекао звање доктора наука у области нуклеарне физике. Усавршавао се на Универзитету Сасекс у Уједињеном Краљевству (1986—1987), Националној лабораторији у Оук Риџу и Универзитету Вандербилт у САД (1989), Европском центру за истраживања у нуклеарној физици - ЦЕРН (1991—1992) и Оксфорду (1994—1996).

## Професионална каријера
Весковић је одмах по дипломирању изабран за асистента приправника на Природно-математичком факултету. Четири године касније постављен је за асистента, потом за доцента 1990. године, за ванредног професора 1995. и коначно је 2000. постао редовни професор у области нуклеарне физике, физике елементарних честица и медицинске физике.
Године 1989. постављен је за заменика директора Института за физику у Новом Саду и ту функцију је обављао до 1991. У периоду од 1996. до 2000. био је шеф катедре за нуклеарну физику, а затим од 2000. до 2002. директор Департмана за физику на Природно-математичком факултету. Године 2002. постављен је поново за шефа катедре за нуклеарну физику и проректора за науку и развој новосадског универзитета. Од 2005. до 2008. био је декан Природно-математичког факултета, а затим и помоћник министра за науку у Влади Републике Србије. За ректора је именован 2009. године и ту функцију је обављао до децембра 2014. када је преузео место координатора за образовање у оквиру Дунавске стратегије у Бриселу.

## Научни рад
Основне области у којима се бави научним радом и истраживањем су: ретки нуклеарни процеси, нуклеарна структура – нуклеарни магнетни моменти, нискотемпературске нуклеарне оријентације, нискофонска гама спектроскопија, заштита животне средине и радиоекологија. Објавио је преко 140 научних радова.